# Teinobasis superba
Teinobasis superba är en trollsländeart som först beskrevs av Hagen in Selys 1877.  Teinobasis superba ingår i släktet Teinobasis och familjen dammflicksländor. IUCN kategoriserar arten globalt som livskraftig. Inga underarter finns listade i Catalogue of Life.